# Temporada da NHL de 1983–84
A temporada da NHL de 1983–84 foi a 67.ª temporada da National Hockey League (NHL). Vinte e um times jogaram 80 jogos cada. O Edmonton Oilers destronou o tetracampeão da Copa Stanley New York Islanders por 4-1 nas finais da Copa.

## Negócios da Liga
Desde as restrições de viagens da Segunda Guerra Mundial terem causado o fim da prorrogação em 1942–43, a NHL não havia mais usado a prorrogação para decidir jogos da temporada regular. No início desta temporada, a NHL introduziu um período extra de cinco minutos de prorrogação após o terceiro período em casa de uma partida estar empatada. O time que perdesse na prorrogação não ganharia pontos. Esta regra permaneceu valendo até a temporada 1999–2000, quando o time que perdesse na prorrogação passaria a ganhar um ponto. Se o jogo permanecesse empatado após o período extra de cinco minutos, ele permaneceria um empate, até que a disputa de pênaltis da NHL passou a existir na temporada 2005–06. A prorrogação nos playoffs permaneceu inalterada.
No Draft, Brian Lawton tornou-se o primeiro americano a ser a primeira escolha, pelo Minnesota North Stars. Três americanos foram escolhidos entre os cinco primeiros: Lawton, Pat Lafontaine (terceiro) e Tom Barrasso (quinto). Sylvain Turgeon foi o segundo escolhido eSteve Yzerman foi a quarta escolha. O St. Louis Blues não participou do Draft, tendo sido "abandonado" por Ralston Purina. A NHL tomou o controle da franquia após o Draft. Harry Ornest comprou o Blues por US$ 3 milhões.
Arthur M. Wirtz, diretor por muito tempo e um dos donos do Chicago Black Hawks morreu aos 82 anos em 21 de julho de 1983.

## Temporada Regular
O Edmonton Oilers disparou com o melhor desempenho da liga, e pelo terceiro ano consecutivo estabeleceu um recorde de mais gols em uma temporada, com 446. O novo capitão do Oilers, Wayne Gretzky, estava mais uma vez quebrando recordes e reescrevendo o livro dos recordes com seu nome. Esta temporada viu Gretzky marcar ao menos um ponto nos primeiros 51 jogos da temporada, uma marca que é frequentemente comparada com a sequência de 56 jogos de Joe DiMaggio de sequência de rebatidas no beisebol. Durante aqueles 51 jogos, Gretzky teve 61 gols e 92 assistências para 153 pontos, o que dá uma média de 3 pontos por jogo. Ele também ganhou seu quinto Troféu Memorial Hart e seu quarto Troféu Art Ross seguidos.
O defensor do Edmonton Oilers, Paul Coffey, tornou-se o terceiro defensor a marcar 100 pontos em uma temporada.
O Calgary Flames disputou sua primeira temporada no Olympic Saddledome.
Antes da temporada, o St. Louis Blues foi comprado por Harry Ornest, evitando a mudança do time para Saskatoon, e o mantendo na cidade de Missouri, onde está até hoje.

### Classificação final
Nota: J = Partidas jogadas, V = Vitórias, D = Derrotas, E = Empates, Pts = Pontos, GP = Gols pró, GC = Gols contra, PEM=Penalizações em minutos

Times que se classificaram aos playoffs estão destacados em negrito

#### Conferência Príncipe de Gales
| Divisão Adams      | J  | V  | D  | E  | Pts | GP  | GC  | PEM  |
| ------------------ | -- | -- | -- | -- | --- | --- | --- | ---- |
| Boston Bruins      | 80 | 49 | 25 | 6  | 104 | 336 | 261 | 1606 |
| Buffalo Sabres     | 80 | 48 | 25 | 7  | 103 | 315 | 257 | 1190 |
| Quebec Nordiques   | 80 | 42 | 28 | 10 | 94  | 360 | 278 | 1600 |
| Montreal Canadiens | 80 | 35 | 40 | 5  | 75  | 286 | 295 | 1371 |
| Hartford Whalers   | 80 | 28 | 42 | 10 | 66  | 288 | 320 | 1184 |

| Divisão Patrick     | J  | V  | D  | E  | Pts | GP  | GC  | PEM  |
| ------------------- | -- | -- | -- | -- | --- | --- | --- | ---- |
| New York Islanders  | 80 | 50 | 26 | 4  | 104 | 357 | 269 | 1157 |
| Washington Capitals | 80 | 48 | 27 | 5  | 101 | 308 | 226 | 1252 |
| Philadelphia Flyers | 80 | 44 | 26 | 10 | 98  | 350 | 290 | 1488 |
| New York Rangers    | 80 | 42 | 29 | 9  | 93  | 314 | 304 | 1471 |
| New Jersey Devils   | 80 | 17 | 56 | 7  | 41  | 231 | 350 | 1352 |
| Pittsburgh Penguins | 80 | 16 | 58 | 6  | 38  | 254 | 390 | 1695 |

#### Conferência Clarence Campbell
| Divisão Norris        | J  | V  | D  | E  | Pts | GP  | GC  | PEM  |
| --------------------- | -- | -- | -- | -- | --- | --- | --- | ---- |
| Minnesota North Stars | 80 | 39 | 31 | 10 | 88  | 345 | 344 | 1696 |
| St. Louis Blues       | 80 | 32 | 41 | 7  | 71  | 293 | 316 | 1614 |
| Detroit Red Wings     | 80 | 31 | 42 | 7  | 69  | 298 | 323 | 1546 |
| Chicago Black Hawks   | 80 | 30 | 42 | 8  | 68  | 277 | 311 | 1358 |
| Toronto Maple Leafs   | 80 | 26 | 45 | 9  | 61  | 303 | 387 | 1682 |

| Divisão Smythe    | J  | V  | D  | E  | Pts | GP  | GC  | PEM  |
| ----------------- | -- | -- | -- | -- | --- | --- | --- | ---- |
| Edmonton Oilers   | 80 | 57 | 18 | 5  | 119 | 446 | 314 | 1577 |
| Calgary Flames    | 80 | 34 | 32 | 14 | 82  | 311 | 314 | 1390 |
| Vancouver Canucks | 80 | 32 | 39 | 9  | 73  | 306 | 328 | 1474 |
| Winnipeg Jets     | 80 | 31 | 38 | 11 | 73  | 340 | 374 | 1579 |
| Los Angeles Kings | 80 | 23 | 44 | 13 | 59  | 309 | 376 | 1265 |

## Artilheiros
J = Partidas jogadas, G = Gols, A = Assistências, Pts = Pontos, PEM = Penalizações em minutos
| Jogador        | Time               | J  | G  | A   | Pts | PEM |
| -------------- | ------------------ | -- | -- | --- | --- | --- |
| Wayne Gretzky  | Edmonton Oilers    | 74 | 87 | 118 | 205 | 39  |
| Paul Coffey    | Edmonton Oilers    | 80 | 40 | 86  | 126 | 104 |
| Michel Goulet  | Quebec Nordiques   | 75 | 56 | 65  | 121 | 76  |
| Peter Stastny  | Quebec Nordiques   | 80 | 46 | 73  | 119 | 73  |
| Mike Bossy     | New York Islanders | 76 | 51 | 67  | 118 | 8   |
| Barry Pederson | Boston Bruins      | 80 | 39 | 77  | 116 | 64  |
| Jari Kurri     | Edmonton Oilers    | 64 | 52 | 61  | 113 | 14  |
| Bryan Trottier | New York Islanders | 68 | 40 | 71  | 111 | 59  |
| Bernie Federko | St. Louis Blues    | 79 | 41 | 66  | 107 | 43  |
| Rick Middleton | Boston Bruins      | 80 | 47 | 58  | 105 | 14  |

## Playoffs

### Tabela dos Playoffs

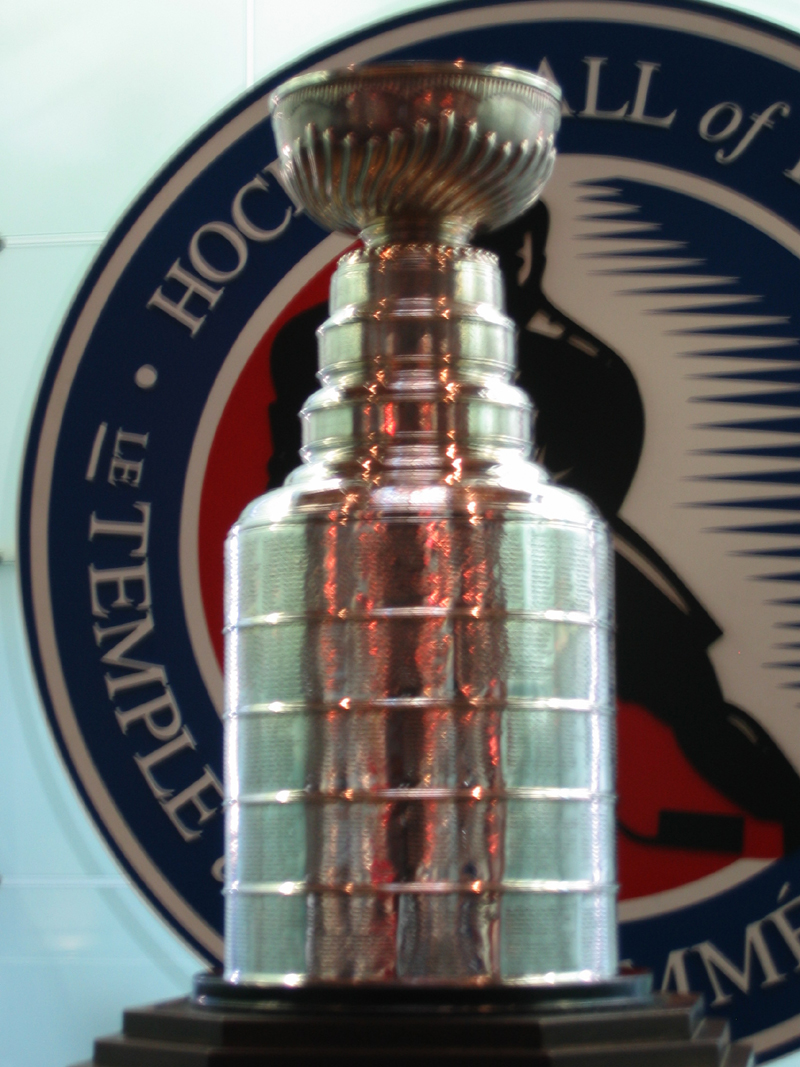
The Stanley Cup

|  | Fase preliminar | Fase preliminar     | Fase preliminar    |                     |                       | Quartas-de-final      | Quartas-de-final | Quartas-de-final |  |    | Semifinais            | Semifinais | Semifinais |  |    | Final da Copa Stanley | Final da Copa Stanley | Final da Copa Stanley |
|  |                 |                     |                    |                     |                       |                       |                  |                  |  |    |                       |            |            |  |    |                       |                       |                       |
|  | A1              | Boston Bruins       | 0                  |                     |                       |                       |                  |                  |  |    |                       |            |            |  |    |                       |                       |                       |
|  | A4              | Montreal Canadiens  | 3                  |                     |                       |                       |                  |                  |  |    |                       |            |            |  |    |                       |                       |                       |
|  | A4              | Montreal Canadiens  | 3                  |                     | A3                    | Quebec Nordiques      | 2                |                  |  |    |                       |            |            |  |    |                       |                       |                       |
|  |                 |                     |                    |                     | A3                    | Quebec Nordiques      | 2                |                  |  |    |                       |            |            |  |    |                       |                       |                       |
|  |                 |                     | A4                 | Montreal Canadiens  | 4                     |                       |                  |                  |  |    |                       |            |            |  |    |                       |                       |                       |
|  | A2              | Buffalo Sabres      | A4                 | Montreal Canadiens  | 4                     | 0                     |                  |                  |  |    |                       |            |            |  |    |                       |                       |                       |
|  | A2              | Buffalo Sabres      |                    |                     |                       | 0                     |                  |                  |  |    |                       |            |            |  |    |                       |                       |                       |
|  | A3              | Quebec Nordiques    | 3                  |                     |                       |                       |                  |                  |  |    |                       |            |            |  |    |                       |                       |                       |
|  | A3              | Quebec Nordiques    | 3                  |                     |                       |                       |                  |                  |  | A4 | Montreal Canadiens    | 2          |            |  |    |                       |                       |                       |
|  |                 |                     |                    |                     |                       |                       |                  |                  |  | A4 | Montreal Canadiens    | 2          |            |  |    |                       |                       |                       |
|  |                 | P1                  | New York Islanders | 4                   |                       |                       |                  |                  |  |    |                       |            |            |  |    |                       |                       |                       |
|  | P1              | P1                  | New York Islanders | 4                   | New York Islanders    | 3                     |                  |                  |  |    |                       |            |            |  |    |                       |                       |                       |
|  | P1              |                     |                    |                     | New York Islanders    | 3                     |                  |                  |  |    |                       |            |            |  |    |                       |                       |                       |
|  | P4              | New York Rangers    | 2                  |                     |                       |                       |                  |                  |  |    |                       |            |            |  |    |                       |                       |                       |
|  | P4              | New York Rangers    | 2                  |                     | P1                    | New York Islanders    | 4                |                  |  |    |                       |            |            |  |    |                       |                       |                       |
|  |                 |                     |                    |                     | P1                    | New York Islanders    | 4                |                  |  |    |                       |            |            |  |    |                       |                       |                       |
|  |                 |                     | P2                 | Washington Capitals | 1                     |                       |                  |                  |  |    |                       |            |            |  |    |                       |                       |                       |
|  | P2              | Washington Capitals | P2                 | Washington Capitals | 1                     | 3                     |                  |                  |  |    |                       |            |            |  |    |                       |                       |                       |
|  | P2              | Washington Capitals |                    |                     |                       | 3                     |                  |                  |  |    |                       |            |            |  |    |                       |                       |                       |
|  | P3              | Philadelphia Flyers | 0                  |                     |                       |                       |                  |                  |  |    |                       |            |            |  |    |                       |                       |                       |
|  | P3              | Philadelphia Flyers | 0                  |                     |                       |                       |                  |                  |  |    |                       |            |            |  | P1 | New York Islanders    | 1                     |                       |
|  |                 |                     |                    |                     |                       |                       |                  |                  |  |    |                       |            |            |  | P1 | New York Islanders    | 1                     |                       |
|  |                 | S1                  | Edmonton Oilers    | 4                   |                       |                       |                  |                  |  |    |                       |            |            |  |    |                       |                       |                       |
|  | N1              | S1                  | Edmonton Oilers    | 4                   | Minnesota North Stars | 3                     |                  |                  |  |    |                       |            |            |  |    |                       |                       |                       |
|  | N1              |                     |                    |                     | Minnesota North Stars | 3                     |                  |                  |  |    |                       |            |            |  |    |                       |                       |                       |
|  | N4              | Chicago Black Hawks | 2                  |                     |                       |                       |                  |                  |  |    |                       |            |            |  |    |                       |                       |                       |
|  | N4              | Chicago Black Hawks | 2                  |                     | N1                    | Minnesota North Stars | 4                |                  |  |    |                       |            |            |  |    |                       |                       |                       |
|  |                 |                     |                    |                     | N1                    | Minnesota North Stars | 4                |                  |  |    |                       |            |            |  |    |                       |                       |                       |
|  |                 |                     | N2                 | St. Louis Blues     | 3                     |                       |                  |                  |  |    |                       |            |            |  |    |                       |                       |                       |
|  | N2              | St. Louis Blues     | N2                 | St. Louis Blues     | 3                     | 3                     |                  |                  |  |    |                       |            |            |  |    |                       |                       |                       |
|  | N2              | St. Louis Blues     |                    |                     |                       | 3                     |                  |                  |  |    |                       |            |            |  |    |                       |                       |                       |
|  | N3              | Detroit Red Wings   | 1                  |                     |                       |                       |                  |                  |  |    |                       |            |            |  |    |                       |                       |                       |
|  | N3              | Detroit Red Wings   | 1                  |                     |                       |                       |                  |                  |  | N1 | Minnesota North Stars | 0          |            |  |    |                       |                       |                       |
|  |                 |                     |                    |                     |                       |                       |                  |                  |  | N1 | Minnesota North Stars | 0          |            |  |    |                       |                       |                       |
|  |                 | S1                  | Edmonton Oilers    | 4                   |                       |                       |                  |                  |  |    |                       |            |            |  |    |                       |                       |                       |
|  | S1              | S1                  | Edmonton Oilers    | 4                   | Edmonton Oilers       | 3                     |                  |                  |  |    |                       |            |            |  |    |                       |                       |                       |
|  | S1              |                     |                    |                     | Edmonton Oilers       | 3                     |                  |                  |  |    |                       |            |            |  |    |                       |                       |                       |
|  | S4              | Winnipeg Jets       | 0                  |                     |                       |                       |                  |                  |  |    |                       |            |            |  |    |                       |                       |                       |
|  | S4              | Winnipeg Jets       | 0                  |                     | S1                    | Edmonton Oilers       | 4                |                  |  |    |                       |            |            |  |    |                       |                       |                       |
|  |                 |                     |                    |                     | S1                    | Edmonton Oilers       | 4                |                  |  |    |                       |            |            |  |    |                       |                       |                       |
|  |                 |                     | S2                 | Calgary Flames      | 3                     |                       |                  |                  |  |    |                       |            |            |  |    |                       |                       |                       |
|  | S2              | Calgary Flames      | S2                 | Calgary Flames      | 3                     | 3                     |                  |                  |  |    |                       |            |            |  |    |                       |                       |                       |
|  | S2              | Calgary Flames      |                    |                     |                       | 3                     |                  |                  |  |    |                       |            |            |  |    |                       |                       |                       |
|  | S3              | Vancouver Canucks   | 1                  |                     |                       |                       |                  |                  |  |    |                       |            |            |  |    |                       |                       |                       |

### Final
| Edmonton Oilers vs. New York Islanders | Edmonton Oilers vs. New York Islanders | Edmonton Oilers vs. New York Islanders | Edmonton Oilers vs. New York Islanders | Edmonton Oilers vs. New York Islanders |
| Visitante                              | Placar                                 | Mandante                               | Placar                                 | Notas                                  |
| -------------------------------------- | -------------------------------------- | -------------------------------------- | -------------------------------------- | -------------------------------------- |
| Edmonton                               | 1                                      | New York                               | 0                                      |                                        |
| Edmonton                               | 1                                      | New York                               | 6                                      |                                        |
| New York                               | 2                                      | Edmonton                               | 7                                      |                                        |
| New York                               | 2                                      | Edmonton                               | 7                                      |                                        |
| New York                               | 2                                      | Edmonton                               | 5                                      |                                        |

Edmonton venceu a série por 4-1 e a Copa Stanley
Mark Messier (Edmonton) venceu o Troféu Conn Smythe

## Prêmios da NHL
| Prêmios de 1983-84 da NHL       | Prêmios de 1983-84 da NHL                 |
| ------------------------------- | ----------------------------------------- |
| Troféu Príncipe de Galesy:      | New York Islanders                        |
| Taça Clarence S. Campbell:      | Edmonton Oilers                           |
| Troféu Art Ross:                | Wayne Gretzky, Edmonton Oilers            |
| Troféu Memorial Bill Masterton: | Brad Park, Detroit Red Wings              |
| Troféu Memorial Calder:         | Tom Barrasso, Buffalo Sabres              |
| Troféu Conn Smythe:             | Mark Messier, Edmonton Oilers             |
| Troféu Frank J. Selke:          | Doug Jarvis, Washington Capitals          |
| Troféu Memorial Hart:           | Wayne Gretzky, Edmonton Oilers            |
| Prêmio Jack Adams:              | Bryan Murray, Washington Capitals         |
| Troféu Memorial James Norris:   | Rod Langway, Washington Capitals          |
| Troféu Memorial Lady Byng:      | Mike Bossy, New York Islanders            |
| Prêmio Lester B. Pearson:       | Wayne Gretzky, Edmonton Oilers            |
| Prêmio Mais/Menos da NHL:       | Wayne Gretzky, Edmonton Oilers,           |
| Troféu William M. Jennings:     | Al Jensen/Pat Riggin, Washington Capitals |
| Troféu Vezina:                  | Tom Barrasso, Buffalo Sabres              |
| Troféu Lester Patrick:          | John A. Ziegler, Jr., Arthur Howie Ross   |

### Seleções da liga
| Primeiro Time                    | Posição | Segundo Time                       |
| -------------------------------- | ------- | ---------------------------------- |
| Tom Barrasso, Buffalo Sabres     | G       | Pat Riggin, Washington Capitals    |
| Rod Langway, Washington Capitals | D       | Paul Coffey, Edmonton Oilers       |
| Ray Bourque, Boston Bruins       | D       | Denis Potvin, New York Islanders   |
| Wayne Gretzky, Edmonton Oilers   | C       | Bryan Trottier, New York Islanders |
| Mike Bossy, New York Islanders   | PD      | Jari Kurri, Edmonton Oilers        |
| Michel Goulet, Quebec Nordiques  | PE      | Mark Messier, Edmonton Oilers      |

## Estreias
Esta é uma lista de jogadores importantes que jogaram seu primeiro jogo na NHL em 1983-84 (listados com seu primeiro time, asterisco marca estreia nos playoffs):
- Geoff Courtnall, Boston Bruins
- Tom Barrasso, Buffalo Sabres
- Hakan Loob, Calgary Flames
- Steve Yzerman, Detroit Red Wings
- Sylvain Turgeon, Hartford Whalers
- Bob Rouse, Minnesota North Stars
- Brian Lawton, Minnesota North Stars
- Dirk Graham, Minnesota North Stars
- Chris Chelios, Montreal Canadiens
- Claude Lemieux, Montreal Canadiens
- John MacLean, New Jersey Devils
- Ken Daneyko, New Jersey Devils
- Patrick Flatley, New York Islanders
- Kelly Hrudey, New York Islanders
- Pat LaFontaine, New York Islanders
- Peter Sundstrom, New York Rangers
- James Patrick, New York Rangers
- Marty McSorley, Pittsburgh Penguins
- Doug Gilmour, St. Louis Blues
- Russ Courtnall, Toronto Maple Leafs
- Doug Lidster, Vancouver Canucks
- Cam Neely, Vancouver Canucks

## Últimos jogos
Esta é uma lista de jogadores importantes que jogaram seu último jogo na NHL em 1983-84 (listados com seu último time):
- Guy Lapointe, Boston Bruins
- Tony Esposito, Chicago Black Hawks
- Rick MacLeish, Detroit Red Wings
- Billy Harris, Los Angeles Kings
- Blaine Stoughton, New York Rangers
- Bill Barber, Philadelphia Flyers
- Bobby Clarke, Philadelphia Flyers
- Guy Chouinard, St. Louis Blues
- Michel Larocque, St. Louis Blues
- Dale McCourt, Toronto Maple Leafs
- Darcy Rota, Vancouver Canucks

## Data limite para negociações
Data limite: 6 de março de 1984.
- 5 de março de 1984: Winnipeg Jets obtém o D Randy Carlyle de Pittsburgh pela primeira escolha de Winnipeg no Draft de 1984 (D Doug Bodger) e considerações futuras (D Moe Mantha) – (negociação concluída um dia antes da data limite).
- 5 de março de 1984: Dave Barr e considerações futuras trocados do NY Rangers para St. Louis por Larry Patey e os direitos de Bob Brooke.
- 6 de março de 1984: John Blum negociado de Edmonton para Boston por Larry Melnyk.
- 6 de março de 1984: Os direitos de Risto Jalo foram negociados de Washington para Edmonton por considerações futuras.